# Afrodromia semperviva
Afrodromia semperviva är en tvåvingeart som beskrevs av Smith 1969. Afrodromia semperviva ingår i släktet Afrodromia och familjen dansflugor. Inga underarter finns listade i Catalogue of Life.